# バザス
バザス （フランス語:Bazas、ガスコン語:VasatesまたはBazats）は、フランス、ヌーヴェル＝アキテーヌ地域圏、ジロンド県のコミューン。

## 由来
バザスという名称はラテン語のcivitas basatica（バサテス人の都市）から派生した。古名Cossiumは、アキテーヌ語のkoiz、ガスコン語のCoçのラテン語化による。

## 地理
バザスは県南東部にある。ランドの森の入り口のあっさりした起伏の上にある。ボルドーの南東約59km、郡庁所在地ランゴンの南約16kmにある。

## 歴史
鉄器時代初期より、南西部の軍事拠点となってきた。城壁と記念碑的な門は、初期の軍事的役割と一定の支配権を持っていた。
フランスのサンティアゴ・デ・コンポステーラの巡礼路の司教都市としてバザスは、18世紀終わりまで司教区を持っていた。アンシャン・レジーム期の裁判所プレシディアル（fr）が本拠を置き、行政と司法の力を組み合わせて、最も強力な都市として必要とされていた。その名声のため、リチャード1世やシャルル5世が訪問している。
百年戦争中にイングランドとフランスの係争地となり、1441年にフランスに併合された。1561年はバザス史上最も暗い日であった。ユグノーが都市に入場し、教会を荒らしたのである。高名な司教のアルノー・ド・ポンタックは、全体の破壊から三重扉を救い、復元した。
1562年、ユグノー戦争中、ユグノーの一団が町を奪った。ルイ14世は、サン＝ジャン＝ド＝リュズで挙げたマリー・テレーズ・ドートリッシュとの結婚式からの帰路、バザスに立ち寄った。
バザスはこの偉大な時代を保存し続けてきた。ゴシック様式のサン＝ジャン＝バティスト教会は、町の最も重要な記念碑である。
1790年から1795年まで郡庁所在地であった。

## 経済
バザデーズ・ボビン・レースと呼ばれるレース製造、金属加工業、林業が盛んである。また、肉牛のバザス牛(fr)はラベル・ルージュ(fr:label rouge)を2008年に取得している。

## 交通
- 道路 - A65

鉄道駅がバザスにないため、最寄はランゴンのTERアキテーヌ・ランゴン駅となる。

## 姉妹都市
- サルバティエラ/アグライン、スペイン